# مرکزگرم
مرکزگرم، روستایی از توابع بخش الوار گرمسیری شهرستان اندیمشک در استان خوزستان ایران است.
مرکزگرم در مسیر ریلی راه‌آهن سراسری ایران، محور جنوب، راه‌آهن زاگرس و در کیلومتر ۶۲۸ واقع شده‌است.
از ایستگاه راه‌آهن اندیمشک به سمت تهران که حرکت کنیم، پس از عبور از ایستگاه‌های راه‌آهن دوکوهه، گل محک، بالارود به مرکزگرم می‌رسیم.
روستای مرکزگرم توقفگاه قطار محلی اندیمشک دورود می‌باشد.
در زمان جنگ جهانی دوم دولت انگلیس به منظور حفظ امنیت نیروها در مسیر راه‌آهن به فواصل معین، پاسگاه‌هایی را در طول مسیر احداث نمود.
یکی از این پاسگاه‌ها در نزدیکی روستای مرکزگرم بود.
لازم است ذکر شود چون در آن زمان کشور هندوستان مستعمرهٔ انگلستان بود نیروهایی که در آن مکان‌ها مستقر بودند انگلیسی و هندی بودند.
از این رو اهالی بخش الوار گرمسیری هنوز هم به عنوان هندی‌ها از آن نیروها یاد می‌کنند.
اهالی بخش الوار همانند دیگر مردمان ایران هرگز وجود نیروهای بیگانه در خاک وطن را برنمی‌تابیدند. از این رو همواره بین نیروهای انگلیسی و مردم مسیر راه‌آهن، درگیری‌هایی بود. این نیروهای بیگانه حداقل سیصد نفر را در طول مسیر راه‌آهن سراسری کشتند.
متأسفانه نبود سلاح مناسب در برابر اشغالگرانِ تا بیخ دندان مسلح و همچنین نبود رهبری قوی و ضعف دولت مرکزی باعث می‌شد مردم محلی نتوانند در برابر آنها مقاومت کنند.
دو تن از کشته شدگان از اهالی روستای مرکزگرم بودند.
برادران شهید سیف اله قلاوند(اَلِشتَری) و شهید رستم قلاوند(اَلِشتَری)
این دو بزرگوار همواره از وجود نیروهای بیگانه در محل زندگیشان و زورگویی‌های آنها ناراحت و خشمگین بودند.
تا جایی که با وجود نابرابری و قوی تر بودن اشغالگران، این ننگ را برنمی‌تابند و با آنها درگیر می‌شوند و جانباختهٔ راه وطن می‌شوند.
مقبره این دو در گورستان قدیمی واقع در روستای قلعه دز که به مرکزگرم پایین مشهور است می‌باشد.

## جمعیت
این روستا در دهستان قیلاب قرار دارد و براساس سرشماری مرکز آمار ایران در سال ۱۳۸۵، جمعیت آن ۲۳ نفر (۵خانوار) بوده‌است.